# Кардифф Метрополитан Юниверсити
«Кардифф Метрополитан Юниверсити» (англ. Cardiff Metropolitan University F.C.) — валлийский футбольный клуб, представляющий одноимённый университет в городе Кардифф, район Кинкойд. Основан в 1984 году. Домашние матчи проводит на стадионе «Кампус Кинкойд», вмещающем 1 620 зрителей. Действующий участник валлийской Премьер Лиги.

## История клуба
Футбольный клуб был создан в 1984 году в результате слияния футбольных команд «Лэйк Юнайтед» и «Рамни Рейнджерс». Новая команда получила название «АФК Кардифф».
В 1990 году «АФК Кардифф» объединился с клубом «Салли Юнайтед», в результате чего получил название «Интер Кардифф», под которым выступал в новообразованной валлийской Премьер Лиге, созданной в 1992 году.
В августе 1992 года клубу поступило приглашение от Федерации футбола Уэльса принять участие в новой лиге, куда вошли все лучшие футбольные клубы Уэльса. Таким образом, в сезоне 1992/93 клуб принял участие в первом розыгрыше валлийской Премьер Лиги, высшем дивизионе страны.
Изначально клуб представлял Кардиффский столичный университет и комплектовался воспитанниками университета. До 1990 года команда выступала на любительском уровне и лишь с вступлением в новую лигу получила профессиональный статус.
Дебютный сезон в новой лиге прошёл очень удачно для клуба: в своём первом же сезоне в лиге команда заняла второе место, уступив только чемпиону лиги клубу «Кумбран Таун». Тем не менее, клуб не был допущен к розыгрышу Кубка УЕФА сезона 1993/94, поскольку УЕФА к тому моменту не было предоставлено соответствующей квоты Федерации футбола Уэльса.
После удачного первого сезона в Премьер Лиге клубом было заключено партнёрское соглашение с командой «Кардифф Сити», выступавшей на тот момент во Втором дивизионе Англии. Благодаря партнёрству с «Кардифф Сити» клубу было разрешено проводить домашние матчи на стадионе «Ниниан Парк», на тот момент являвшегося домашней ареной «Кардиффа».
В сезоне 1993/94 клуб повторил свой успех предыдущего года и снова занял второе место, лишь на два очка отстав от чемпиона лиги клуба «Бангор Сити». На сей раз команду допустили к еврокубкам, и клуб дебютировал в розыгрыше Кубка УЕФА сезона 1994/95.
В соперники команде достался польский клуб «ГКС Катовице», на тот момент постоянный участник еврокубков от чемпионата Польши. Команда не смогла ничего противопоставить более именитому польскому коллективу и уступила с разгромным счётом 0:8 по сумме двух встреч. Первая домашняя игра в еврокубках была сыграна 9 августа 1994 года на стадионе «Ниниан Парк» в Кардиффе. Клуб уступил со счётом 0:2. Ответная встреча в Катовице завершилась с разгромным счётом 0:6. Тем не менее, дебют в еврокубках состоялся, и команда смогла получить бесценный еврокубковый опыт.
Сезоны 1994/95 и 1995/96 не были столь удачными для клуба, как предыдущие. Команда не блистала результатами, обосновавшись в середине турнирной таблицы.
Вслед за неудачными результатами команды последовали выводы внутри клуба. Перед началом сезона 1996/97 клубом было заключено трёхлетнее спонсорское соглашение с телекоммуникационной компанией «CabelTel». После соглашения с новым спонсором футбольный клуб «Интер Кардифф» получил приставку «CabelTel» к прежнему названию и стал именоваться «Интер CabelTel». Под новым названием команда продолжила выступление в валлийской Премьер Лиге.
При поддержке местных властей клубу был выделен легкоатлетический стадион Кардиффа, на котором команда проводила домашние матчи.
Заполучив нового спонсора и новый домашний стадион, команда в полной мере оправдала вложения в клуб. Сезон 1996/97 клуб выступил крайне удачно, вернувшись на вершину турнирной таблицы. Команда снова стала вице-чемпионом лиги. Несмотря на 20-очковое отставание от лидера турнира клуба «Барри Таун», тем не менее, сезон для команды сложился более чем успешно.
Второй раз в своей истории клуб принял участие в еврокубках. В рамках первого отборочного раунда Кубка УЕФА сезона 1997/98 команда встречалась с шотландским клубом «Селтик» из Глазго. Получив столь грозного соперника на столь ранней стадии квалификации, «Интер» не смог оказать достойного сопротивления безоговорочному фавориту пары. 23 июля 1997 года клуб уступил в родных стенах со счётом 0:3. В ответной встрече на «Селтик Парк» в присутствии более 40 000 зрителей «Интер» уступил кельтам 0:5. Общий счёт 0:8 наглядно показал разницу в классе между командами.
В сезоне 1997/98 команда откатилась на четвёртую строчку в турнирной таблице, так и не попав в зону еврокубков по итогам сезона.
Сезон 1998/99 клуб провёл как в свои лучшие годы, снова вернувшись на вторую строчку. Но опять чемпионство осталось за чертой досягаемости. И, как и двумя годами ранее, чемпионство досталось клубу «Барри Таун». В четвёртый раз за последние семь сезонов в Премьер Лиге занимая второе место, клуб получил шутливое прозвище «вечно вторых».
Третье в истории выступление команды в еврокубках в рамках кубка УЕФА сезона 1999/00 стало самым успешным для клуба. Несмотря на итоговое поражение по сумме двух матчей, тем не менее, команда смогла добиться исторического для себя успеха, впервые в своей истории добившись победы в еврокубках. В рамках первого отборочного раунда «Интер» встречался с клубом «Горица» из Словении. Уступив в первой встрече со счётом 0:2, 26 августа 1999 года в ответной игре на «Атлетик Стэдиум» команда добилась исторического успеха, победив соперника со счётом 1:0. Одного мяча не хватило хозяевам, чтобы сравнять счёт по сумме двух матчей и перевести игру в овертайм. Тем не менее, этот еврокубковый сезон стал самым успешным для клуба по сравнению с двумя предыдущими, когда команда уступала соперникам за явным преимуществом.
В общей сложности «Интер Кардифф» трижды представлял Уэльс в кубке УЕФА, пять раз уступив и один раз добившись победы.
К моменту окончания сезона в Премьер Лиге спонсорский контракт клуба с компанией «CabelTel» подошёл к концу, а пролонгировать договор компания отказалась. В результате клуб вернул своё прежнее название «Интер Кардифф».
Утратив основного спонсора, клуб лишился серьёзной финансовой поддержки и потерял большую часть основного состава.
Сезон 1999/00 клуб провалил, скатившись в подвал турнирной таблицы. Лишь ещё более слабое выступление соперников спасло клуб от вылета в Первую лигу.
В 2000 году произошло объединение футбольного клуба с местной командой «UWIC Кардифф», представлявшей университет Кардиффа. Новая объединённая команда получила название «UWIC Интер Кардифф», под которым выступала до 2012 года.
Будущее клуба было под вопросом на протяжении всего межсезонья, но слияние с новой командой спасло клуб от банкротства. Таким образом, команда смогла продолжить выступление в Премьер Лиге.
Поскольку команда комплектовалась лишь воспитанниками университета, сезон 2000/01 стал худшим в истории клуба. Студенты-любители, выступавшие за клуб, сильно уступали остальным участникам лиги по уровню игрового мастерства. Команда завершила сезон на последнем месте с катастрофическими показателями статистики: всего три победы в 34-х матчах за сезон с удручающей разницей мячей 26-104. Горечь бесславного вылета мог подсластить лишь тот факт, что в одну из трёх побед «Интера» в сезоне вошла невероятная победа в родных стенах со счётом 2:1 над будущим чемпионом лиги клубом «Барри Таун», давним оппонентом команды в чемпионате.
Начиная с сезона 2001/02 команда выступала в Первой лиге чемпионата Уэльса.
В последующие два сезона в Первой лиге в клубе прошли существенные изменения. Команда переехала в городок Мертир Тидфил, что находится в 23 милях к северу от Кардиффа. Бывший капитан команды и вратарь сборной Шотландии Джордж Вуд занял пост генерального менеджера клуба.
В 2003 году в клубе возникли серьёзные финансовые проблемы, из-за чего клуб постиг глубокий кризис, из которого команда выберется нескоро. Постепенно клуб стал упускаться в низшие футбольные лиги Уэльса.
Семь лет, с сезона 2001/02 по сезон 2007/08 команда выступала в Первой лиге Уэльса, втором по значимости дивизионе страны.
В сезоне 2003/04 клуб подал заявку на вступление в Премьер Лигу, однако по итогам сезона так и не смог занять первое место в дивизионе, чтобы заслужить возвращение в элиту.
По итогам сезона 2007/08 команда покинула Первую лигу. Сезон 2008/09 «Интер» начинал в Втором дивизионе.
Отыграв во Втором дивизионе в общей сложности два года, клуб продолжил стремительное падение. В сезоне 2009/10 клуб покинул лигу по итогам первенства и опустился в Третий дивизион, четвёртую лигу футбольной иерархии Уэльса.
Три года, с сезона 2010/11 по сезон 2012/13 команда провела в Третьем валлийском дивизионе.
Летом 2012 года клуб в очередной раз сменил своё название. Отныне команда именовалась «Кардифф Метрополитан Юниверсити». Под новым названием команда начала постепенное возвращение в элиту валлийского футбола.
Сезон 2012/13 команда выиграла за явным преимуществом и вернулась во Второй дивизион.
В своём первом же сезоне после возвращения во Второй дивизион, команда выиграла сезон 2013/14 и сходу вышла в Первую лигу, в которой отсутствовала с 2008 года. Всего за два года команда поднялась из Третьего дивизиона в Первую лигу.
Но и в Первой лиге клуб не думал задерживаться. Сезон 2014/15 команда завершила на третьем месте, лишь по дополнительным показателям уступив клубу «Хаверфордвест Каунти», получившим в итоге повышение в классе.
Отыграв в Первой лиге ещё один год, тем не менее уже в следующем сезоне команда выиграла турнир Первой лиги.
В 2016 году футбольный клуб вернулся в валлийскую Премьер Лигу после 15 лет отсутствия.

## История названий
- 1984—1990 — «АФК Кардифф»
- 1990—1996 — «Интер Кардифф»
- 1996—1999 — «Интер CabelTel»
- 1999—2000 — «Интер Кардифф»
- 2000—2012 — «UWIC Интер Кардифф»
- 2012—н. в. — «Кардифф Метрополитан Юниверсити»

## Достижения клуба
- Премьер Лига
  - Вице-чемпион (4): 1992/93, 1993/94, 1996/97, 1998/99
- Первая лига
  - Чемпион (1): 2015/16
- Второй дивизион
  - Чемпион (1): 2013/14
- Третий дивизион
  - Чемпион (1): 2012/13
- Кубок Уэльса
  - Победитель (1): 1998/99
- Кубок валлийской футбольной лиги
  - Победитель (1): 1996/97
- Кубок валлийской лиги
  - Победитель (1): 2018/19

## Статистика выступлений с 2009 года
| Сезон   | Ранг | Турнир          | Место | И  | В  | Н  | П  | ГЗ | ГП | РГ  | Очки | Кубок       | Исход |
| ------- | ---- | --------------- | ----- | -- | -- | -- | -- | -- | -- | --- | ---- | ----------- | ----- |
| 2009/10 | 3    | Второй дивизион | 12    | 34 | 11 | 11 | 12 | 57 | 59 | -2  | 44   | Предв.раунд |       |
| 2010/11 | 4    | Третий дивизион | 9     | 34 | 14 | 7  | 13 | 59 | 47 | +12 | 49   | 1/4 финала  |       |
| 2011/12 | 4    | Третий дивизион | 6     | 28 | 13 | 5  | 10 | 49 | 51 | -2  | 44   | 1-й раунд   |       |
| 2012/13 | 4    | Третий дивизион | 1     | 30 | 23 | 3  | 4  | 98 | 41 | +57 | 72   | Предв.раунд |       |
| 2013/14 | 3    | Второй дивизион | 1     | 30 | 20 | 6  | 4  | 86 | 24 | +62 | 66   | 3-й раунд   |       |
| 2014/15 | 2    | Первая лига     | 3     | 30 | 19 | 6  | 5  | 57 | 20 | +37 | 63   | 4-й раунд   |       |
| 2015/16 | 2    | Первая лига     | 1     | 30 | 19 | 5  | 6  | 63 | 26 | +37 | 62   | 1/4 финала  |       |
| 2016/17 | 1    | Премьер Лига    | -     | -  | -  | -  | -  | -  | -  | -   | -    | —           |       |

## Выступления в еврокубках
| Сезон   | Турнир           | Раунд                   | Соперник     | Дома | В гостях | Общий счёт |  |
| ------- | ---------------- | ----------------------- | ------------ | ---- | -------- | ---------- |  |
| 1994/95 | Кубок УЕФА       | Предварительный раунд   | ГКС Катовице | 0:2  | 0:6      | 0:8        |  |
| 1997/98 | Кубок УЕФА       | Первый отборочный раунд | Селтик       | 0:3  | 0:5      | 0:8        |  |
| 1999/00 | Кубок УЕФА       | Предварительный раунд   | Горица       | 1:0  | 0:2      | 1:2        |  |
| 2019/20 | Лига Европы УЕФА | Предварительный раунд   | Прогрес      | 2:1  | 0:1      | 2:2        |  |